# Campania Midlothiană

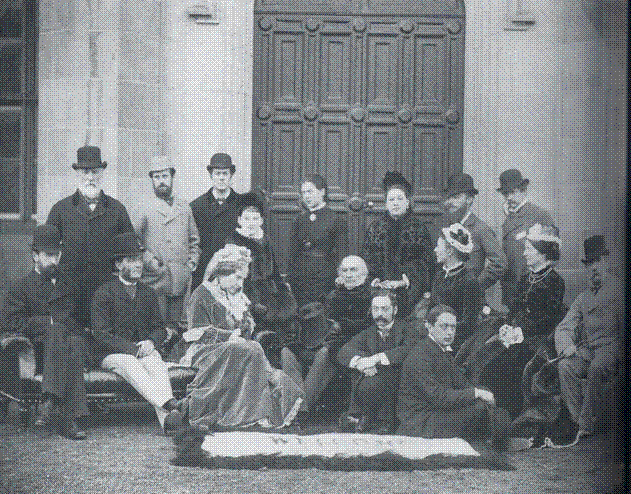
Fotografie făcută organizatorilor campaniei din 1879 la Conacul Dalmeny. În fotografie apar William Ewart Gladstone, soția Catherineși fiica Mary, plus Archibald Primrose (în față, uitându-se spre dreapta), soția lui, Hannah, contesă de Rosebery și vărul acesteia din urmă, baronul Ferdinand de Rothschild

Campania Midlothiană din 1878–1880 a fost o serie de discursuri de politică externă ținute de William Ewart Gladstone, liderul  Partidului Liberal britanic. Această campanie este considerată una dintre primele campanii politice moderne. De asemenea, discursurile au asigurat platforma pentru revenirea lui Gladstone pe scena politică. Campania și-a primit numele de la circumscripția electorală britanică (1708-1918) Midlothian din Scoția, unde Gladstone, care avea strămoși scoțieni, a candidat cu succes la alegerile din 1880.
Când primul ministru Benjamin Disraeli a încercat să distragă opinia publică de la problemele economice și financiare ale Marii Britanii, punând accent pe agravarea  asupra agravării relațiilor cu Imperiul Otoman, Gladstone a acuzat guvernul în patru discursuri de incompetență financiară, neglijarea legislației interne și gestionarea greșită a afacerilor externe.
Campania Midlothiană a unit Partidul Liberal sub conducerea lui Gladstone și este probabil să fi obligat guvernul să se gândească la depunerea mandatului înainte de termen. Campania a dat un impuls liberalilor, care au reușit să câștige următoarele alegeri.

## Cadru istoric
În 1876, veștile despre atrocitățile comise de otomani în timpul înăbușirii răscoalei bulgarilor din aprilie au ajuns în presa britanică, în ciuda cenzurii puternice a autorităților turce. Reacția opiniei publice britanice a fost în general una de consternare, alimentată fiind de publicații, însă guvernul lui Benjamin Disraeli și-a continuat politica de sprijin pentru Imperiul Otoman, un aliat din Războiul Crimeii și un bastion împotriva unei posibile extinderi a Imperiului Rus  în regiune.

Gladstone s-a dedicat problemei treptat, la început părând să fie neinteresat. În 1878, el începuse să publice articole în favoarea încetării sprijinului economic acordat guvernului otoman, ca răspuns la acțiunile violente ale acestuia. 

## Campania politică
Până în 1880, atenția perseverentă a lui Gladstone asupra problemei o atrăsese pe aceasta în prim-planul atenției publice. În campania pentru alegerile generale din 1880, Gladstone a întreprins un turneu electoral prin mai multe orașe, unde a ținut discursuri de până la cinci ore lungime asupra subiectului. Natura discursurilor sale a fost adesea comparată cu cea a predicilor, iar discursurile sale înfocate, emoționante, dar bine structurate logic, sunt creditate ca instrumentele cu care a fost influențat un număr mare de alegători nehotărâți să îi aleagă pe liberali în anii 1880 și să elimine de la putere ultimul guvern că au eliminat ultimul  guvern conservator al lui Disraeli. 
La fel de important ca numărul mare de participanți la aceste întâlniri (la fiecare dintre ele au venit câteva mii de oameni și, având în vedere dreptul relativ restrâns la vot, aceasta însemna că Gladstone a reușit să se adreseze unui procent foarte ridicat dintre alegătorii din fiecare district) a fost prezentarea pe scară largă a discursurilor lui în presa vremii și reacția publicului la acestea. Paul Brighton susține că a fost un eveniment mass-media de mare succes: 
Ceea ce era nou despre Midlothian nu era că Gladstone vorbea de pe o estradă. Acest lucru era deja ceva obișnuit pentru mulți politicieni de prim rang. A fost [nou] faptul că această campanie a fost concepută în mod eficient ca un eveniment media, cu o atenție specifică la termenele de predarea a articolelor și cerințele operaționale ale jurnaliștilor care o urmăreau și a fost concepută pentru un impact maxim în ziarele de dimineață și de seară.

## Conținutul discursurilor
Discursurile lui Gladstone au acoperit întreaga plajă a politicii naționale și el a oferit publicului său larg un curs avansat în arta guvernării, care a fost atât fundamentat din punct de vedere legal, cât și interesant. Discursurile principale au fost o declarație a filozofiei liberale de guvernare, întărită de fervoarea propriei sale puternice credințe anglicane. Scoția era în acele vremuri o națiune concentrată pe promovarea acestui tip de corectitudine și morală religioasă. Atenția sa a fost de obicei fixată asupra afacerilor externe. Gladstone și-a prezentat angajamentul față de o comunitate mondială guvernată de lege, care îi protejează pe cei slabi. Viziunea sa despre ordinea mondială ideală a combinat doctrina salvării universale și caracterul atotcuprinzător; el a apelat la sentimentul apartenenței la un grup, de preocupare pentru ceilalți, ridicându-se în cele din urmă la imaginea mai cuprinzătoare a unității omenirii.Gladstone declara că simte că Dumnezeu îl cheamă să îi ajute pe sârbi și bulgari (care erau creștini ortodocși). 
Gladstone a adoptat atitudinea unui profet antic evreu, care denunța tirania și opresiunea. Publicul real nu a fost electoratul local scoțian, ci Marea Britanie ca întreg, în special elementele evanghelice. Apelând la opinia publică, denunțând politica externă pro-turcă a lui Disraeli, Gladstone sa erijat într-o o forță morală în Europa, și-a unit partidul, pe care a reușit să îl readucă la putere.

## Resurse internet
- Time Traveller's Guide to Victorian Britain: Midlothian campaign